# 北京市东城区景泰小学
北京市东城区景泰小学是位於中華人民共和國北京市東城區的小學，成立於1958年6月，是一所公立全日制（部分学生寄宿）学校。校址鄰近北京天壇；原位於崇文區，2010年後崇文區併入東城區，改隸東城區。景泰小学占地面积約5348平方米。